# Иоанн (Береславский)
Иоа́нн (в миру Вениами́н Я́ковлевич Бересла́вский; В ряде источников утверждается, что настоящая фамилия Береславского Янкельман; род. 25 сентября 1946, Москва) — основатель и глава (c 1996 по 2009) собора епископов нового религиозного движения (секты) «Православная церковь Божией Матери Державная» («Богородичный центр»).

## Биография
Биография Береславского очень противоречива и известна в основном в изложении его последователей.

### Биография изложенная на официальном сайте «Богородичного центра»
Береславский учился и окончил среднюю школу в Москве. Проявил способности к музыке, закончил детскую музыкальную школу Щербаковского района г. Москвы.
В 1962 году поступил в Музыкальное училище имени Ипполитова-Иванова, класс фортепиано Марии Дешалыт, ученицы Генриха Нейгауза. По его окончании в 1966 году получил диплом преподавателя детской музыкальной школы по музыкальным теоретическим дисциплинам и общему фортепиано.
Ещё не окончив училище, на последнем курсе устроился на работу учителем по музыкальной литературе в московской школе № 414 (с 17 сентября 1965 по 9 января 1966 год), затем преподавателем теоретических дисциплин в вечерней школе музыкального образования № 34 (с 30.08.1966 по 16.08.1968 год) и поступил в 1965 году на вечернее отделение Московского Государственного педагогического института иностранных языков имени Мориса Тореза. Затем перевелся на дневное отделение.
В 1970 году закончил Московский государственный институт иностранных языков имени Мориса Тореза.

### Дополнения и уточнения к биографии
По словам Береславского из книги «Игра в сумасшедшего», он хотел уклониться от службы в армии, пытаясь выдать себя за шизофреника, но обследование по направлению военкомата в Психиатрическую клиническую больницу № 4 им. П. Б. Ганнушкина привело к заключению «здоров». Тем не менее, при повторном обследовании военным психиатром г. Москвы Береславскому была поставлена статья 7Б (психопатия), с которой «можно было устроиться каким-нибудь золотарём в Институте физкультуры, лаборантом в отделе, где мучили белых крыс — иначе, с чистой совестью зарабатывать себе на жизнь, продолжая заниматься духовными трудами. Радость моя была нескончаема!».

В экспертизе Государственного Научного Центра социальной и судебной психиатрии им. В. П. Сербского от 28 декабря 1994 года есть следующая запись:
Из амбулаторной карты психоневрологического диспансера N 6 г. Москвы следует, что Береславский В.Я. наблюдается диспансером с 3.02.71 г. по поводу хронического душевного заболевания в форме параноидной шизофрении, несколько лет являлся инвалидом 2 группы по психическому заболеванию, дважды находился на стационарном лечении в психиатрических больницах г. Москвы. С 1990 г. ПНД не посещает.
Ф. В. Кондратьев отмечает, что Береславский «бывший пациент психиатрической больницы, где он дважды проходил стационарное лечение с диагнозом параноидной шизофрении, инвалид II группы».

## Семья
Отец — Яков Михайлович Береславский (1906—1974), мать — Татьяна Береславская (1910 г.р.).
Брат — Леонид Яковлевич Береславский, учёный-физик.
В апреле 1973 года зарегистрирован брак с Тамарой Бодровой (профессия — преподаватель английского языка). В браке родились две дочери (в 1974 и в 1980 годах).

## Религиозная деятельность
В конце 1970-х годы Береславский и его ближайшие сподвижники — Петр Большаков и Илья Попов — организовали «христианскую группу» во главе с Береславским. Группа совместно посещала православные богослужения, ездила по святым местам и изучала сочинения святых отцов Православной Церкви.
В 1980 году принял крещение в Русской православной церкви, в Ильинском храме Ильинской слободы под Можайском Московской области. Паломничал по монастырям, храмам. По его собственным словам, был наставлен от странницы, почаевской старицы Марии Орловской, о существовании и «старчестве» которой мало что известно (в частности — православным верующим), за исключением информации с сайтов, так или иначе относящихся к самому Береславскому.
Большое влияние на Береславского оказала встреча зимой 1982 года в Почаевской лавре со старицей Евфросиньей (Никифоровой), ученицей схиигумена Амфилохия Почаевского. Старица Евфросинья имела большой авторитет среди своих последователей, она стала первым духовным наставником Береславского. По их представлениям, ей открывалась Божия Матерь, Её новая исключительная роль в истории России и мира в целом в новом тысячелетии. Существование такой ученицы у схиигумена Амфилохия (Почаевского) также вызывает сомнения, так как, по мнению Александра Дворкина: «…позднее находился под духовным влиянием некой „почаевской старицы Евфросиньюшки“, которая под конец жизни объявила себя четвёртой ипостасью Троицы и предрекла свое воскресение на 40-й день…».
В 1984 году несколько месяцев работал алтарником в храме Ивановской епархии РПЦ.
В ноябре 1984 года через икону Одигитрии в Смоленске стал, по его словам, свидетелем откровения Божией Матери, которое, по его словам, было пронизано глубокой социальностью. В нём говорилось о глобальных судьбах XX века, судьбах России и человечества, о том, будет ли атомная война, погибнет ли мир, вернется ли коммунизм, о пути Церкви и священства, о фарисействе в православии. Эти «видения» продолжились и в Москве. С тех пор, по его словам, эта духовная сущность являлась к нему практически ежедневно и диктовала ему свои «откровения».
В 1985 году Береславский принял монашеский постриг с именем Иоанн в честь апостола Иоанна Богослова, рукоположение в сан «диакона» и затем «священника» от «схимитрополита», на самом деле запрещённого в служении бывшего рядового священника Русской православной церкви, самозвано выдававшего себя за «катакомбного митрополита», Геннадия (Секача) (Истинно-православной катакомбной церкви, ИПЦ). Посвящение совершалось в катакомбном монастыре в Краснодарском крае иерархами ИПЦ в присутствии схимитрополита Геннадия (Секача).
С 1985 по 1991 год Иоанн возглавлял Московскую катакомбную общину «богородичной ветви» ИПЦ, а также катакомбный монастырь. После регистрации религиозного объединения продолжал работать в Москве и других городах России и ближнего зарубежья.
Летом 1990 года вышел на Викентия Чекалина, бывшего диакона Русской православной церкви, лишённого в 1988 году сана за двоежёнство, но выдававшего себя за епископа катакомбного поставления. К тому времени Викентий Чекалин уже успел положить начало иерархии УАПЦ третьей генерации, рукоположив на Западной Украине вместе с бывшим епископом Московского патриархата Иоанном (Боднарчуком), лишённым сана, Василия (Боднарчука) и Андрея (Абрамчука). 22 августа 1990 года Боднарчук и епископы Василий (Боднарчук) и Даниил (Ковальчук) в городе Дрогобыч Львовской области возвели сторонника Иоанна (Береславского), иерея Константина Васильева, перешедшего к нему из Московского Патриархата, во «епископа» с титулом «Московский и Каширский», присвоив ему в монашестве имя «Лазарь». 14 декабря 1990 года в селе Солонское Дрогобычского района Львовской области по протекции Чекалина Иоанн (Боднарчук), Даниил (Ковальчук) вместе с Лазарем (Васильевым) возвели во епископа с титулом «Зеленоградский и Коломенский» Владислава Филиппова, присвоив ему в монашестве имя «Тихон». В тот же день указом № 569 Иоанн (Боднарчук) «за большие заслуги перед Русской Истинно-Православной Церковью и за миссионерскую деятельность во благо Церкви Божией и великого русского народа» возвёл Лазаря (Васильева) в сан «архиепископа Московского и Каширского».
19 декабря 1990 года Лазарь (Васильев) и Тихон (Филиппов) по «благословению» Иоанна (Боднарчука) учредили «Российскую автокефальную православную церковь» и провели «поместный собор», на котором избрали Иоанна (Береславского) «епископом Санкт-Петербургским и Валаамским». На этом решении «собора» Иоанн (Боднарчук) 21 декабря 1990 года наложил письменную резолюцию: «Благословляю Архимандриту Иоанну быть Епископом Санкт-Петербургским и Валаамским. Блаженнейший Митрополит Иоанн». После этого, 25 декабря того же года Лазарь (Васильев) и Тихон (Филиппов) на одной из московских квартир совершили дополнительный «чин хиротесии» над «параклитским пророком» Иоанном (Береславским), усвоившим с этого момента титул «епископа Санкт-Петербургского и Валаамского». На ставленнической грамоте Береславского Боднарчук написал резолюцию следующего содержания: «Ознакомился. Очень рад. Блаженнейший Митрополит Иоанн».
15-16 июня 1991 года Иоанн (Береславский) организовал в Москве «Первый Всероссийский богородичный собор», на котором объявил об «исполненнии фатимских пророчеств» и произвёл «присягание России сердцу Девы Марии». 12 ноября 1991 года в московском кинотеатре «Красный Октябрь» он организовал шоу под названием «всероссийский богородичный собор», на котором произошло театрализованное представление «коронация Девы Марии на российский престол».
Вместе с другими руководителями «Богородичного центра» Иоанн Береславский встретился в Кремле с супругой президента Бориса Ельцина Наиной, передав для президента личное письмо с «посланием Божией Матери». Были проведены встречи с общественными и политическими деятелями, в том числе с министром обороны СССР Дмитрием Язовым и вице-президентом Российской Федерации Александром Руцким.
С 1990 по 2007 год «Богородичный центр» проводил общественные мероприятия.
В мае 1992 года представлял «Богородичный центр» (БЦ) на международном межконфессиональном конгрессе в Монреале, Канада. После окончания конгресса БЦ принят в Международный совет общинных церквей, являющийся коллективным членом Всемирного совета церквей.
31 июля 1992 года в Москве управлением юстиции исполнительного комитета Московского городского Совета народных депутатов зарегистрировано религиозное объединение «Община Церкви Божией Матери Преображающейся», настоятелем которой является «священник» Паисий (Краснов).
В феврале 1997 года Министерство юстиции России зарегистрировало централизованное религиозное объединение «Православная церковь Божией Матери Державная» (ПЦБМД), главой собора епископов которой стал т. н. архиепископ Иоанн, продолжавший это служение до мая 2009 года. Решением собора епископов новое наименование организации было принято в честь чудотворной Державной иконы Божией Матери, открывшейся в церкви Вознесения в Коломенском в марте 1917 года, в ночь отречения императора Николая II, согласно церковному преданию, препоручившего Россию Божией Матери.
Весной 2003 года участвовал в международном экуменическом Марианском соборе в хорватском городе Крижевцы (район Загреба), в котором, как утверждается, участвовали греко-католические и католические священники из Италии, Хорватии, Боснии.
В 1991—2006 годах Береславский возглавил и в сослужении с членами ПЦБМД провёл 25 всероссийских соборов т. н. «богородичных христиан». На многих из них присутствовали представители Катакомбной церкви, мариане и «боговидцы» из зарубежья, получающие откровения Божией Матери, некоторые из них признают Береславского в качестве духовного отца.

## Авторская деятельность
В 90-х годах были переизданы — «Хроника тюрьмы Санта Йохо» («Дневники Трюса», 1976 год); «На подступах к вере», 1978 год, издана в 2004 году; «Страстная пятница», 1980 год, издана с предисловием автора в 1990 году.
Серия книг, статей, сборников проповедей посвящена Катакомбной церкви (напр. Иоанн, архиеп. Церковь в катакомбах. ИПЦ (Истинно-Православная Церковь) времен гонений: 1917—1996 гг. M., Новая Святая Русь, 1997).
Среди изданных книг авторские практические руководства по духовному пути (цикл «Огонь покаянный» (1978—1991), «Преосенение Духа» (2006), «Славяно-теогамическая духовность» (2007—2008)), собрание мистических текстов (небесные откровения и комментарии к ним, дневники, сборники проповедей, беседы), переводы и толкования псалмов (Душа творит Псалтырь, М., 2001; Соловецкий Псалтырьград, М., 2004), книг Нового и Ветхого Завета, сравнительное богословие. Несколько десятков книг Береславского посвящены мариологии, в их числе книга «Явления Божией Матери с I по XX в.» (1995—2003).
В последнее время публикует стихи, прозу и публицистику за подписью "Блаженный Иоанн Богомил".
Ведет канал на YouTube, преимущественно с собственным исполнением произведений классической музыки.
По утверждению кандидата философских наук Н. Пилюгиной, тема Второй Соловецкой Голгофы является основной в творчестве Иоанна Береславского.
30 апреля 2021 года Таганский районный суд Москвы на основании иска Прокуратуры Москвы признала книгу Береславского «Роза серафитов. Богомильское евангелие» экстремистской литературой, подлежащей включению в Федеральный список экстремистских материалов.

## Награды
Международными общественными организациями и ассоциациями Иоанн Береславский неоднократно был награждён почётными дипломами и наградами.
1994 год — «Международная ассоциация преподаватели за мир во всём мире» (англ. International Association of Educators for World Peace)(неправительственная организация при ООН, ЮНИСЕФ, ЮНЕСКО) связанная с Церковью объединения Муна и возглавляемая Чарльзом Мерсиека (англ. Charles Mercieca — эмиссаром Богородичного центра на Западе) избирает Береславского своим специальным консультантом.
13 июня 1997 года — американское отделение Международной католической общественной организации «Легион Марии» возглавляемое Чарльзом Мерсиека (англ. Charles Mercieca) присваивает Береславскому награду.
1998 год — Издательство Международный биографический центр с формулировкой «в знак признания особых достижений» поместило статью о Береславском в 13-е издание энциклопедии «Кто есть кто среди интеллектуалов»(англ. International Who is Who of Intellectuals, Tenth Commemorative Edition..
5 мая 2001 года — «Международная ассоциация преподаватели за мир во всём мире» (англ. International Association of Educators for World Peace) награждает почётным дипломом имени Альберта Эйнштейна (один из руководителей Чарльз Мерсиека (англ. Charles Mercieca).
В марте 2002 года во время поездки в США Береславскому и сопровождавшим его иерархам Богородичного центра были вручены свидетельства о почётном гражданстве города Хантсвил

## Мнения сторонников
Л. С. Левинсон : "…поучительным представляется …документ — справка Генеральной прокуратуры России от 13 ноября 1998 года о проверке деятельности общин Богородичного центра (БЦ; Церкви Матери Божией Державной). Приглядевшись к богородичникам — одной из самых популярных отечественных антисектантских страшилок — прокуратура вынуждена была признать: ничего страшного, все законно, обычная христианская церковь.
Возмущенные родители? — Типичные семейные конфликты, ставшие предметом спекуляций. «Зомбирование», «кодирование», «зависимый тип личности» у сектантов? — Психиатры поторопились. Как пишет прокуратура, «нельзя согласиться с категоричностью суждений профессора Полищука Ю. И. и профессора Печерниковой Т. П., так как их доводы основаны исключительно на анализе литературы религиозного содержания, издаваемой Богородичным центром, сама же деятельность организации, её результаты и последствия не подвергаются экспертами критике».
И далее: «Доказательств, свидетельствующих о наличии у руководителей и активных участников БЦ умысла на организацию деятельности, сопряженной с причинением вреда здоровью граждан, с побуждением к отказу от исполнения гражданских обязанностей или совершению иных противоправных действий не установлено».

## Отзывы о творчестве
Поэт и писатель, член Международного ПЕН-клуба Владимир Алейников, писательница и поэтесса Елена Крюкова (Благова), поэт и прозаик Элла Крылова дали высокую оценку поэтическим произведениям Иоанна Береславского. Доктор медицинских наук, профессора Александр Загорулько, члена национального Союза писателей Украины: «Писать о книге блаженного Иоанна без волнения просто невозможно. И не только потому, что это откровенная поэзия, а в первую очередь потому, что это — Поэзия! Почему-то так случается, что когда размышления о Боге и всем, что с ним связано, пытаются облечь в поэтическую форму, это, за редчайшими исключениями, выглядит, как попытка зарифмовать религиозные истины, придав им некое подобие стиха… Иное дело — эта книга. В стихах блаженного Иоанна откровения приобретают не только соответствующую глубину, но и ту великолепную форму, которая придает им очарование… Лексика блаженного Иоанна избавлена от трудно воспринимаемых современным читателем догматических идиом и тяжеловесности религиозного слога. Напротив, она легка и современна, что делает стих почти невесомым. Сложнейшие проблемы затрагиваются в нём без назидательной натужности».

## Критика

### Вопрос каноничности
По словам В. Я. Береславского и свидетельству членов ПЦБМД, в 1985 году он был пострижен в монашество с именем Иоанн и рукоположён во иерея в катакомбном монастыре архиереями Синода катакомбной церкви «схимитрополитами Геннадием (Секачом), Феодосием (Гуменниковым) и схимитрополитом Григорием». Данные клирики не имеют апостольского преемства так как их священство восходит к религиозному мошеннику Михаилу Поздееву, выдававшему себя за расстрелянного епископа Серафима (Остроумова).
По данным БЦ 25 декабря 1990 года иерархами, хиротонисанными в неканонической Украинской автокефальной православной церкви (УАПЦ), по благословению местоблюстителя главы УАПЦ митрополита Иоанна (Боднарчука) был хиротонисан в сан епископа Российской Автокефальной Православной Церкви. Таким образом, была создана конфессиональная структура, параллельная Московскому Патриархату РПЦ. Бывшая катакомбная община ИПЦ богородичной ветви переходит под омофор Иоанна (Боднарчука), сохранившего связь с Катакомбной церковью (в монашество был пострижен от тайного епископа ИПЦ геннадьевской ветви).
По утверждению религиоведа А. Н. Лещинского, «с хиротонией Иоанна была образована независимая юрисдикция современного православия»'.
В 1992 году в изданиях РПЦ получило распространение «Окружное послание иерархии Тихоновской катакомбной Истинной православной церкви» от 21 мая / 3 июня 1992 г., подписанное «схимитрополитом Феодосием», «митрополитом Епифанием» и заверенное «печатью Синода ИПЦ», в котором утверждалось, что «священники» Иоанн (Береславский), Пётр (Большаков), а также Серафим (фамилия не упоминалась) запрещены в служении. Религиовед Бакланова Г. Ю. утверждает: «„Окружное послание“ секачевской иерархии, скорее всего, действительно, фальшивка…».
В 1993 году появилась справка «Истинно-православной (катакомбной) церкви — Московского епархиального управления» от 13.02.93, за подписью «епископа Никона (Ламекина)», а также в «Заявлении о деятельности г-на Ламекина С. Н. („архиепископа Никона“)» «Истинно-Православной Церкви — Московской Митрополии», за подписью «Первоиерарх ИПЦ ММ Митрополит Вячеслав» и «Секретарь Архиерейского Синода Епископ Владимир», утверждается, что «Ламекин С. Н. никогда не был членом Российской Истинно-православной церкви и (после 2000 г.) Истинно-православной церкви — Московской Митрополии ни в священном сане, ни в качестве мирянина».
В справке Ламекина С. Н. утверждается, что Береславский и его ближайший сподвижник «Петр» Большаков были «рукоположены́» только в 1988 г. «митрополитом Феодосием», который в 1992 г. вместе с «митрополитом Епифанием» запретил их в служении, а потом изверг из сана и отлучил от своей церкви за «параклитскую ересь третьего завета».
Члены ПЦБМД считают свою религиозную организацию самостоятельной (автокефальной) «церковью», при этом данная организация признания какой-либо из канонических поместных православных церквей не имеет, законность хиротонии В. Я. Береславского каноническими поместными православными церквами не признана.